# Cròniques de Ladakh
Les Cròniques de Ladakh, o La-dvags-rgyal-rabs (Tibetà: ལ་དྭགས་རྒྱལ་རབས, Wylie: La dwags rgyal rabs), és un document històric que cobreix la història de Ladakh dels començaments del primera dinastia tibetana Mariyul, fins al final del Dinastia Namgyal de Ladakh. Les cròniques van ser compilades per la Dinastia Namgyal, majoritàriament durant el segle xvii, i és considerat per ser la font escrita principal per l'estudi de la història Ladakhi:  
Continua sent una de les dues úniques fonts literàries anteriors al segle xix que es conserven de Ladakh. Només se sap que van existir set manuscrits originals de les cròniques, dels quals dos sobreviuen fins als nostres dies.

## Rerafons

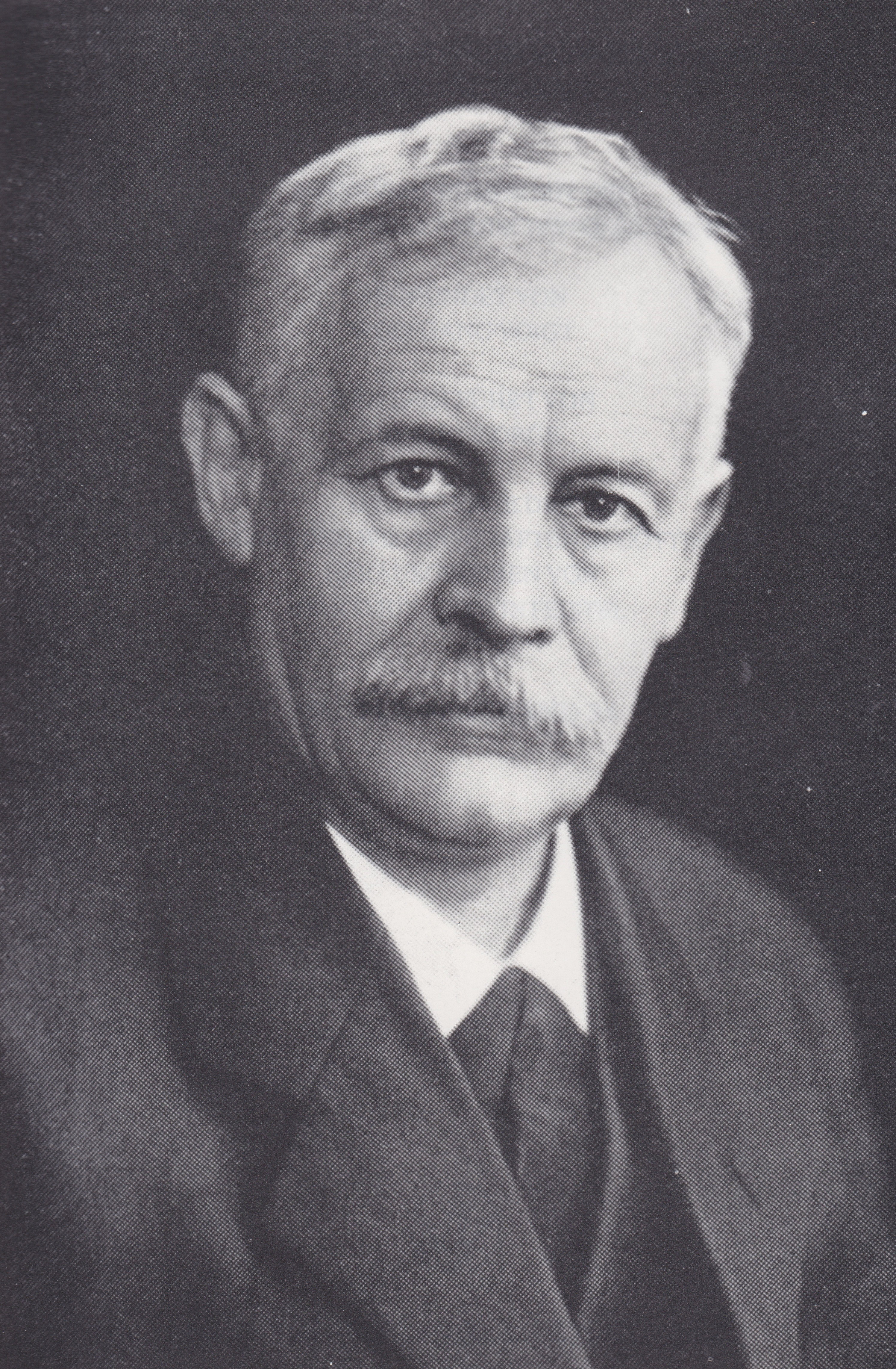
August Hermann Francke, va fer una traducció la qual es va fer servir àmpliament per estudiar les Cròniques Ladakh.

Fins a principis del segle xix, els historiadors europeus creien que no hi havia històries escrites de Ladakh. Després d'informes contraris, Alexander Cunningham va trobar el primer manuscrit conegut de les cròniques (Ms. Cunningham) durant la seva estada a Ladakh el 1847. :87
L'origen, la intenció i el temps de l'autoria de les Cròniques de Ladakh segueixen sent desconeguts pels historiadors moderns. :113Continua sent una de les dues úniques fonts literàries anteriors al segle xix que es conserven de Ladakh. :3

## Manuscrits
Hi ha set manuscrits existents de les Cròniques de Ladakh :
- Ms.S Bodleian Library a Oxford, MS.Tibet. c.7. : Aquest manuscrit pertanyia a l'antic rei de Ladakh i estava emmagatzemat a la biblioteca del palau sTog. El manuscrit original ha desaparegut des de llavors, però el seu contingut va ser copiat el 1856 i publicat posteriorment per Emil Schlagintweit com a Die Könige von Tibet.[2] :1
- Ms.A : Aquest manuscrit només cobreix la història fins al regnat de Sengge Namgyal (r. 1616–1642).[2] :171–172El manuscrit original ja no sobreviu, però el seu text va ser en part publicat i traduït pel missioner Karl Marx.[2] :1Es van publicar pòstumament al Journal of the Asiatic Society of Bengal entre 1891 i 1902.[2] :1[3] :77
- Ms.B : Aquest manuscrit consta només de quatre pàgines sobre la dinastia Namgyal i la seva conquesta per part de la dinastia Dogra de Jammu i Caixmir. El manuscrit original ja no existeix.[2] :1
- Ms.C : Aquest manuscrit va ser compilat a finals del segle xix per Munshi dPal-rgyas i inclou tres apèndixs sobre la conquesta Dogra. L'original ja no existeix.[2] :1
- Ms.L British Museum, Oriental Collection 6683: aquest manuscrit cobreix la història de Ladakhi fins al regnat de Deldan Namgyal (r. 1642–1694) de la dinastia Namgyal[2] :171–172i també conté una llista senzilla de governants posteriors fins a la conquesta Dogra.[2] :1
- Ms.Cunningham : cobreix la història des del regnat de Tsewang Namgyal I (r. 1575–1595) fins almenys el regnat de Delek Namgyal (r. 1680–1691).[2] :2[2] :171–172El manuscrit va ser traduït a l'urdú per a Alexander Cunninhgam durant la seva estada a Ladakh el 1847, del qual fins i tot es van reproduir parts en les seves obres angleses. No va considerar important la història posterior a finals del segle xvii i va ometre aquestes parts.[2] :2El manuscrit original i les seves traduccions a l'urdú s'han perdut.[2] :2
- Ms.Sonam : Consta d'aproximadament 40 pàgines i cobreix tota la història de les dues dinasties Ladakhi fins a la conquesta Dogra. El manuscrit és una versió modernitzada i escurçada de Ms.C fins als esdeveniments c. 1825, després dels quals incorpora detalls addicionals que no estan coberts pels altres manuscrits. El seu propietari també va afegir apèndixs i canvis menors no inclosos originalment al manuscrit, i se sap que es troba en possessió privada d'un monjo 'Bri-guh-pa, anomenat Sonam, al monestir de Lamayuru.[2] :2

### Edició combinada i recerca
El 1926, el tibetòleg August Herman Francke va publicar una traducció no crítica de la crònica, en la que va ser la primera història detallada de Ladakh. La seva edició es va basar en cinc manuscrits (Ms.S, Ms.A, Ms.B, Ms.C, Ms.L). :77 :1 L'edició de Francke es convertiria en l'edició estàndard per a tots els estudis futurs sobre el Ladakh previ a Dogra. :1
A la part final del segle xx, la investigació sobre les Cròniques de Ladakh es va complementar amb estudis posteriors de Luciano Petech i Zahiruddin Ahmad. :77 Petech, en un estudi comparatiu amb altres textos, constata una gran quantitat d'omissions i errors; adverteix de no confiar cegament en la crònica. :3Va trobar que la traducció de Franke era un esforç pioner i exemplar, però digne de millora.

## Continguts

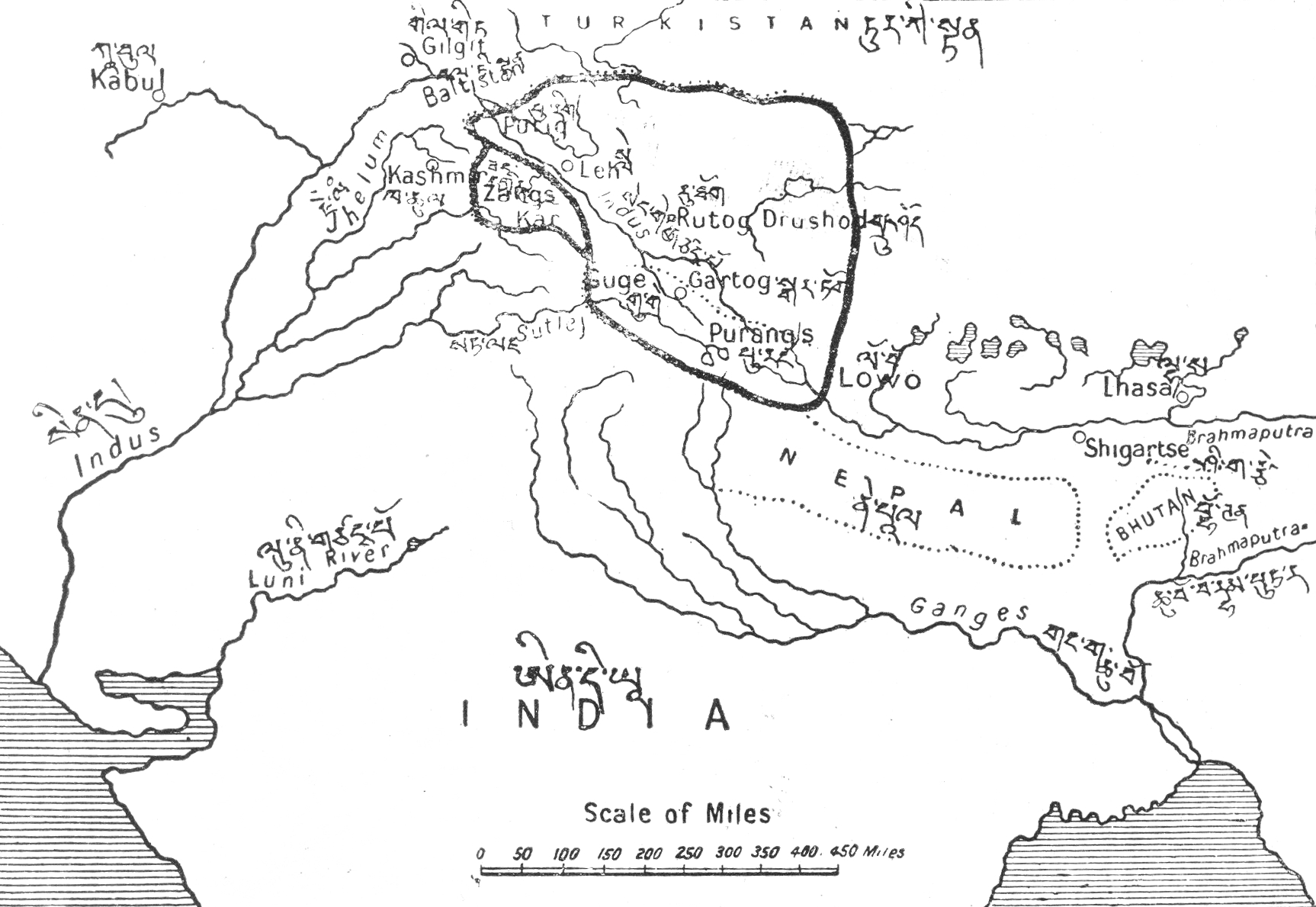
Maryul (c. 975 CE – 1000 CE) tal com el representa AH Francke. La frontera entre Maryul i Guge es mostra amb una fina línia de punts, lleugerament al nord de Gartok. La frontera entre Maryul i Zanskar està marcada per una línia en negreta, lleugerament a l'oest de Leh.

Les Cròniques Ladakh es van dividir en diverses seccions separades, sent la Genealogia Reial de Ladakh la crònica principal. Les cròniques fan referència a diverses dinasties de reis, esmentant que alguns descendien de l'heroi mitològic tibetà Gesar. :17 :16
Els tibetans van controlar la zona des del 663, i va ser controlada per l'Imperi Tibetà fins al 842, després del qual la zona va ser descrita per les cròniques com a Era de la Fragmentació amb nombroses guerres i incursions. :17 :13Les cròniques descriuen l'establiment de Maryul pels descendents de la monarquia tibetana central al segle x. :17 :17–18També descriuen el període de conflictes amb l'Imperi mogol durant els segles XIV i XVI a Ladakh i Baltistan. :18 :23, 26–28, 30Continuen exposant el desenvolupament de la dinastia Namgyal i la seva expansió fins a Purig a l'oest i les terres tibetanes de Guge a l'est. :18 :28Les darreres parts de les Cròniques de Ladakh en els manuscrits Ms. C i Ms. Sonam contenen detalls sobre la Guerra Dogra vs Tibet. :138–170
Les cròniques també cobreixen la presència del budisme al primer mil·lenni, el creixement del budisme a la primera meitat del segon mil·lenni i la introducció de l'islam al segle XVI. :17–18 :18–19, 30 :121–122

### Tractat de Tingmosgang (1684)
La primera publicació del resum de les Cròniques de Ladakh ' de 1684 sintetizen el Tractat de Tingmosgang, aparegut com un apèndix d'un llibre de Henry Ramsay. :77Es creu que el primer ministre Desi Sangye Gyatso del Tibet :342:351i el rei Delek Namgyal de Ladakh :351–353 :171–172van acordar el Tractat de Tingmosgang (de vegades anomenat Tractat de Temisgam) a la fortalesa de Tingmosgang al final de la guerra entreTibet-Ladakh i Mongòlia el 1684. El text original del Tractat de Tingmosgang ja no sobreviu, però el seu contingut es resumeix a les Cròniques de Ladakh. :37:38:40

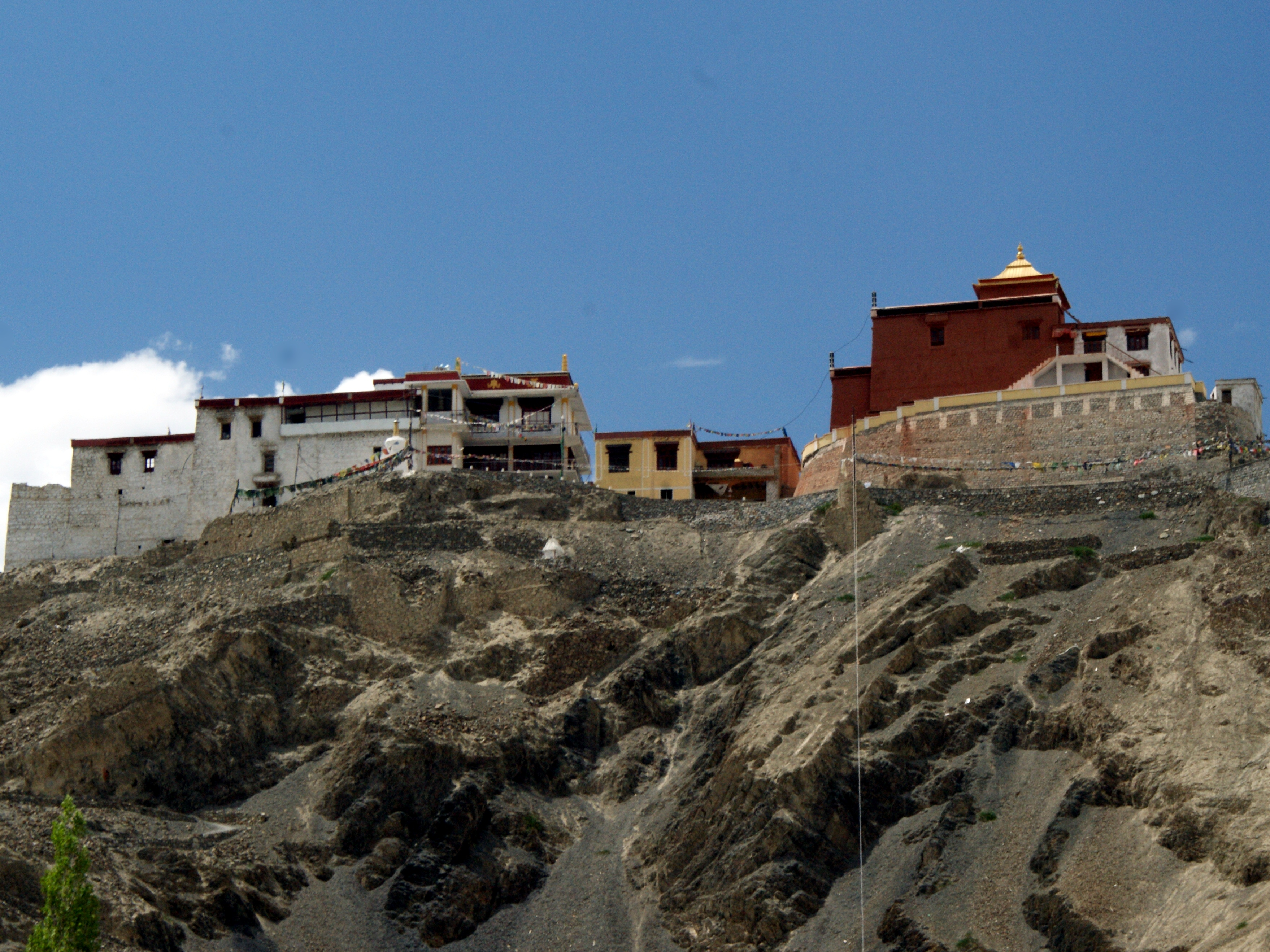
Monestir de Tingmosgang

El resum contingut a les Cròniques de Ladakh inclou sis clàusules principals del tractat: :356 :115–118
1. Una declaració general de principis que la regió de Guge (mNa'-ris-sKorgSum) es va dividir en tres regnes separats al segle X;
2. El reconeixement tibetà de la independència de Ladakh i la restricció per al rei de Ladakh de convidar exèrcits estrangers a Ladakh;
3. La regulació del comerç de llana de cabra, subdividida en dues subclàusules, per a Guge i la plana del nord del Tibet (Byaṅ-thaṅ);
4. Una clàusula que fixa la frontera Ladakh-Tibet al rierol Charding Nullah a Demchok, però que concedeix a Ladakh un enclavament a Moincer ;
5. Una altra clàusula que regula el comerç Ladakh-Tibet;
6. L'arranjament d'una quota a Mi-'pham dBaṅ-po (aleshores regent de Ladakh) pel seu cost per organitzar el tractat.

Les regulacions comercials preveien el dret exclusiu de Ladakh de comerciar amb llana de pashmina produïda al Tibet, a canvi de te comprimit de maó de Ladakh. Ladakh també estava obligat a enviar missions periòdiques a Lhasa amb regals per al Dalai Lama. La taxa de la sisena clàusula va ser pagada més tard per Desi Sangye Gyatso a Mi-'pham dBaii-po en forma de tres propietats al Tibet en algun moment entre la tardor de 1684 i 1685. :356